# Monastero di Vasco
Monastero di Vasco (piemontiul: Monasté ëd Vasch) település Olaszországban, Piemont régióban, Cuneo megyében. Lakosainak száma 1261 fő (2023. január 1.). Monastero di Vasco Frabosa Soprana, Frabosa Sottana, Mondovì, Montaldo di Mondovì, Vicoforte és Villanova Mondovì községekkel határos.

## Népesség
A település lakossága az elmúlt években az alábbi módon változott:
| Lakosok száma | 1319 | 1307 | 1290 | 1261 |
|               | 2013 | 2017 | 2018 | 2023 |